# 黑克森圖爾姆山
47°38′45″N 14°28′52″E / 47.64583°N 14.48111°E

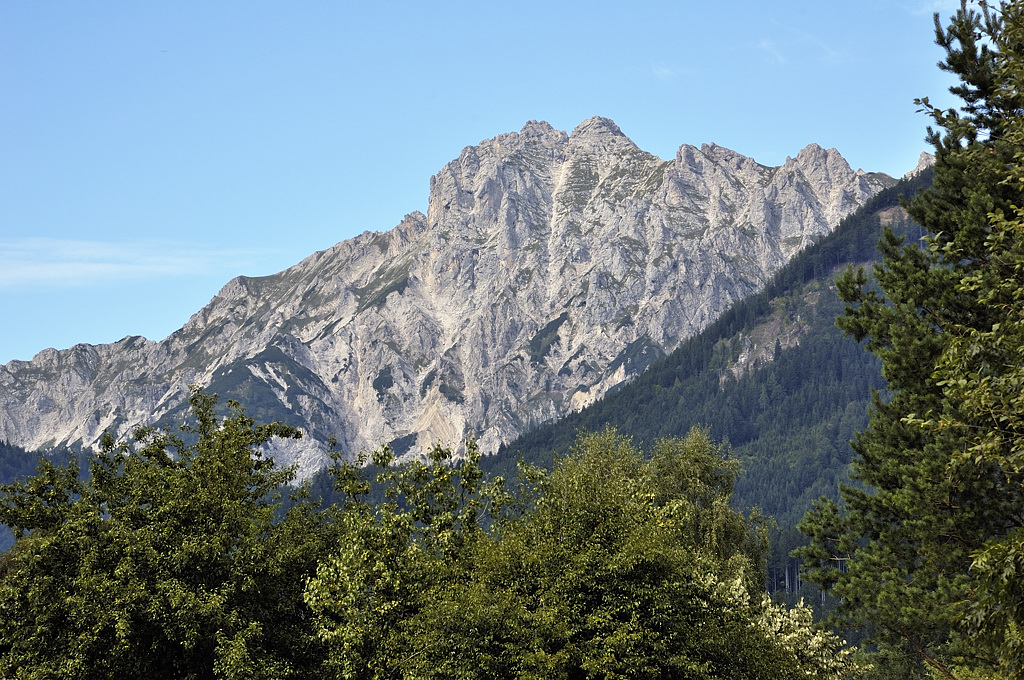

黑克森圖爾姆山（德語：Hexenturm），是奧地利的山峰，位於該國東南部，由施泰爾馬克州負責管轄，屬於恩斯塔爾阿爾卑斯山脈的一部分，海拔高度2,172米，每年平均降雨量1,513毫米，人類在1877年9月7日首次登頂。